# Cizek Model One

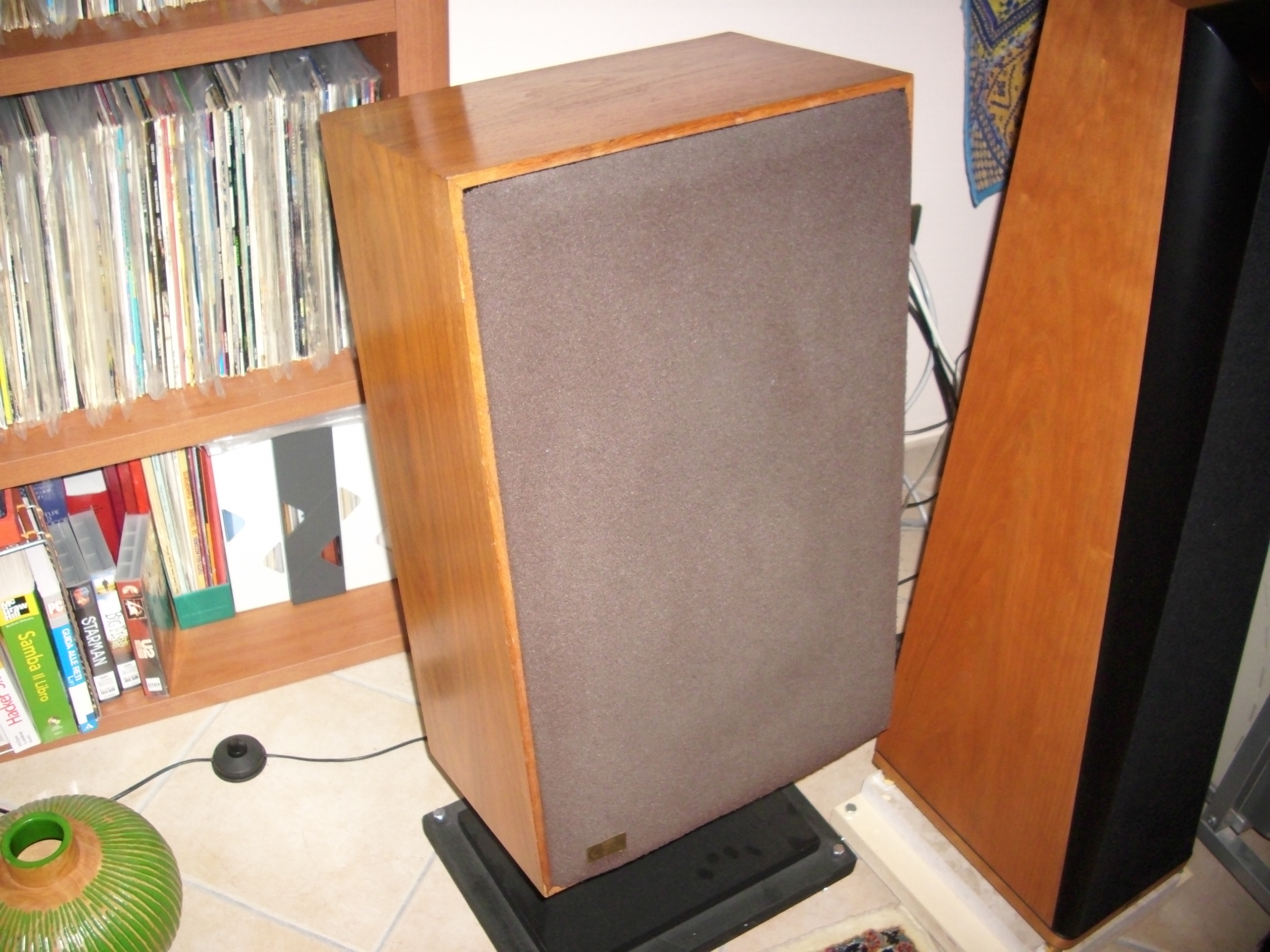
La Cizek One con la griglia in foam.

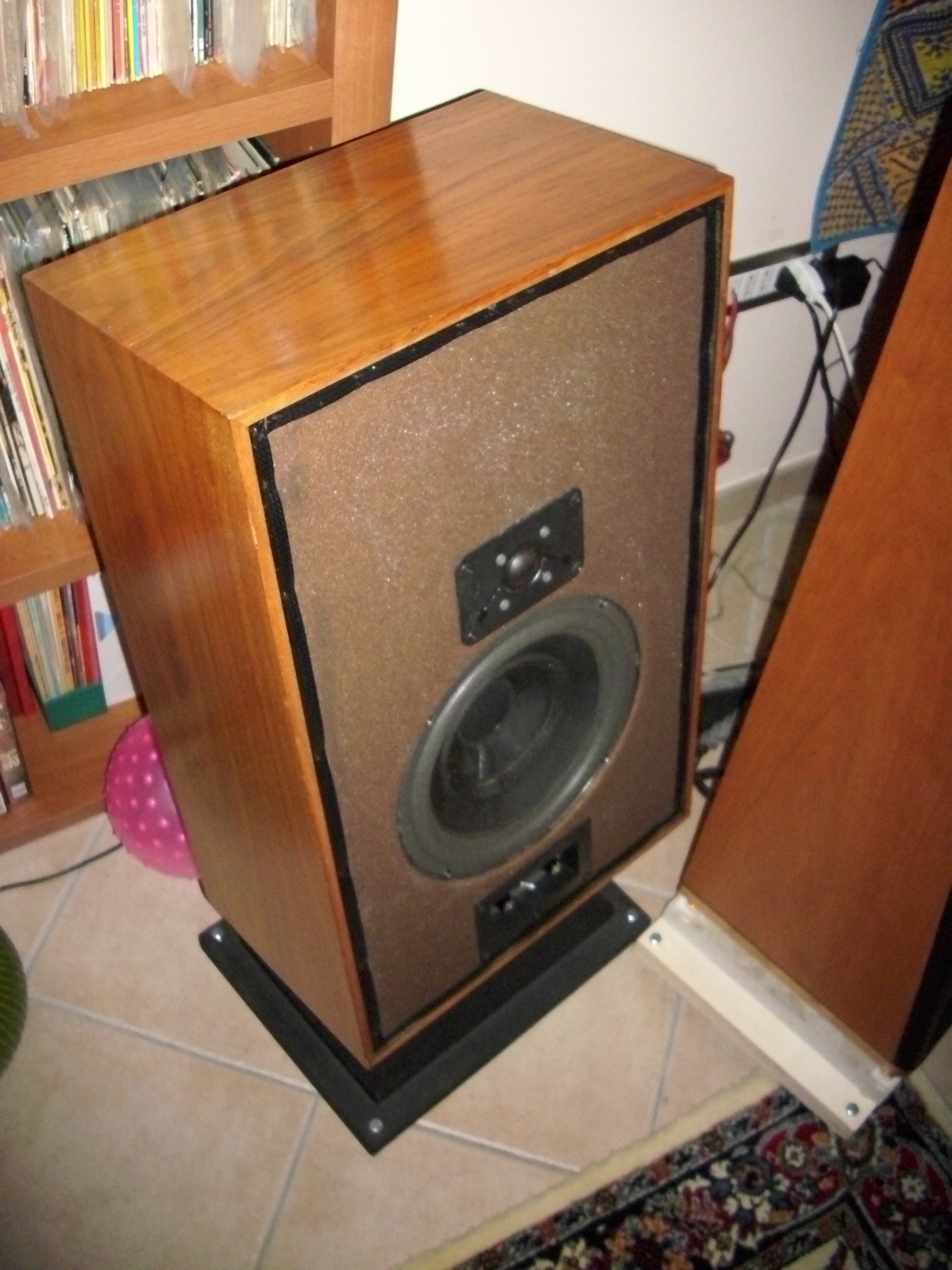
Cassa CIZEK Model One.

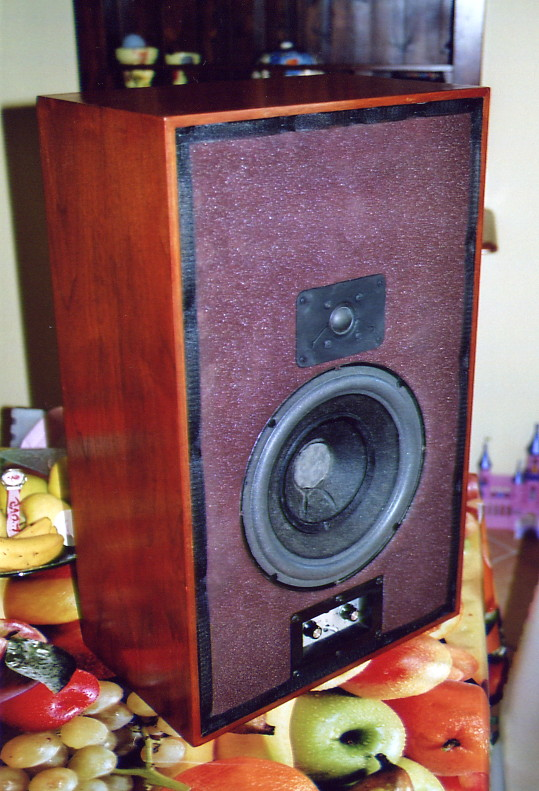
The Cizek Model One.

Cizek Model One  è stato il primo diffusore prodotto nel 1976 da Roy Cizek, fondatore della CIZEK Audio System, una Società artigianale americana situata ad Andover (Massachusetts), specializzata nella costruzione di diffusori acustici di alta qualità.
Questo diffusore è importante nella storia dell'hi-fi perché è stato il primo ad utilizzare un particolare crossover che conferiva al modulo dell'impedenza una curva assolutamente piatta (eccetto il picco "fisiologico" alla frequenza di risonanza) . 
La regolarità dell'impedenza del diffusore facilita il lavoro dell'amplificatore linearizzando la risposta in frequenza, specie degli amplificatori valvolari e dei moderni amplificatori in "classe D" e pertanto permette di produrre un suono privo di distorsioni e timbricamente neutro.
Roy Cizek verificava personalmente tutte le "Model one" prodotte, in modo che rientrassero nell'ambito dei rigorosi standards da lui stabiliti. Essendo cieco, non poteva visionare la misurazione, ma utilizzava un particolare stratagemma: posizionava le due dita indice e medio in modo che l'ago dello strumento di lettura non toccasse le dita e rimanesse entro il margine di tolleranza stabilito. Se l'ago toccava, la cassa veniva scartata .
L'articolo uscito sul nº 54 della rivista italiana "Stereoplay" dell'Aprile 1978 a firma di Renato Giussani descrive molto bene le caratteristiche rivoluzionarie del sistema di altoparlanti di Roy Cizek .
La Cizek One presentava inoltre, come anche i modelli minori 2 e 3, un interruttore che permetteva di scegliere il fattore di smorzamento o fattore di merito (Q) delle basse frequenze fra 0.6 e 1.0; questo permetteva di decidere se ascoltare con bassi più secchi e frenati (Q = 0.6), oppure con bassi lievemente enfatizzati (Q = 1.0) .
Successivamente la Cizek Audio System produsse 2 sistemi composti da sub-woofer + satelliti (rispettivamente il sistema Cizek 3 + MG 27 ed il sistema Classic 20) che nelle prove di Suono e Stereoplay sono considerati fra i migliori diffusori esistenti  .
L'MG 27 è utilizzato come termine di paragone per le prove della rivista HIFI "Stereophile" .